# Onitis kingstoni
Onitis kingstoni là một loài bọ cánh cứng trong họ Bọ hung (Scarabaeidae).